# Sokoły (gemeente)
De gemeente Sokoły is een landgemeente in het Poolse woiwodschap Podlachië, in powiat Wysokomazowiecki.
De zetel van de gemeente is in Sokoły.
Op 30 juni 2004 telde de gemeente 5983 inwoners.

## Oppervlakte gegevens
In 2002 bedroeg de totale oppervlakte van gemeente Sokoły 155,57 km², waarvan:
- agrarisch gebied: 71%
- bossen: 19%

De gemeente beslaat 12,14% van de totale oppervlakte van de powiat.

## Demografie
Stand op 30 juni 2004:
| Omschrijving                   | Totaal | Totaal | Vrouwen | Vrouwen | Mannen | Mannen |
| ------------------------------ | ------ | ------ | ------- | ------- | ------ | ------ |
| eenheid                        | aantal | %      | aantal  | %       | aantal | %      |
| inwoners                       | 5983   | 100    | 2973    | 49,7    | 3010   | 50,3   |
| bevolkingsdichtheid (inw./km²) | 38,5   | 38,5   | 19,1    | 19,1    | 19,3   | 19,3   |

In 2002 bedroeg het gemiddelde inkomen per inwoner 1429,51 zł.

## Administratieve plaatsen (sołectwo)
Bruszewo, Bruszewo-Borkowizna, Bujny, Chomice, Czajki, Drągi, Dworaki-Pikaty, Dworaki-Staśki, Idźki Młynowskie, Idźki Średnie, Idźki-Wykno, Jabłonowo-Kąty, Jabłonowo-Wypychy, Jamiołki-Godzieby, Jamiołki-Kowale Rawki, Jamiołki-Piotrowięta, Jamiołki-Świetliki, Jeńki, Kowalewszczyzna, Kowalewszczyzna-Folwark, Kruszewo-Brodowo, Kruszewo-Głąby, Kruszewo-Wypychy, Krzyżewo, Mojsiki, Noski Śnietne, Perki-Bujenki, Perki-Franki, Perki-Karpie, Perki-Lachy, Perki-Mazowsze, Perki-Wypychy, Pęzy, Porośl-Kije, Nowe Racibory, Stare Racibory, Roszki-Chrzczony, Roszki-Leśne, Roszki-Sączki, Roszki-Ziemaki, Rzące, Sokoły, Truskolasy-Lachy, Truskolasy-Niwisko, Truskolasy-Olszyna, Stare Truskolasy, Truskolasy-Wola, Waniewo

## Aangrenzende gemeenten
Choroszcz, Kobylin-Borzymy, Kulesze Kościelne, Łapy, Nowe Piekuty, Poświętne, Wysokie Mazowieckie